# Freccia (destroyer, 1930)
Pour les articles homonymes, voir Freccia (destroyer).
Le Freccia (fanion « FR ») était un destroyer italien de la classe Dardo lancé en 1930 pour la Marine royale italienne (en italien : Regia Marina). 

## Conception et description
Les destroyers de la classe Dardo étaient des versions agrandies et améliorées de la classe Turbine précédente. Ils avaient une longueur totale de 96,15 mètres, une largeur de 9,75 mètres et un tirant d'eau moyen de 3,15 mètres. Ils déplaçaient 1 225 tonnes à charge normale et 2 150 tonnes en charge totale. Leur effectif en temps de guerre était de 6 officiers, 159 sous-officiers et marins
Les Dardo étaient propulsées par deux turbines à vapeur à engrenages Parsons, chacune entraînant un arbre d'hélice à l'aide de la vapeur fournie par trois chaudières Thornycroft. Les turbines étaient conçues pour produire 44 000 chevaux-vapeur (33 000 kW) et une vitesse de 30 nœuds (56 km/h) en service, bien que les navires aient atteint des vitesses de 38-39 nœuds (70–72 km/h) pendant leurs essais en mer alors qu'ils étaient légèrement chargés. Ils transportaient suffisamment de fuel pour avoir une autonomie de 4 600 milles nautiques (8 500 km) à une vitesse de 12 nœuds (22 km/h).
Leur batterie principale était composée de quatre canons de 120 millimètres dans deux tourelles jumelées, une à l'avant et une à l'arrière de la superstructure. La défense antiaérienne (AA) des navires de la classe Dardo était assurée par une paire de canons AA de 40 millimètres dans des affûts simples au milieu du navire et une paire d'affûts doubles pour des mitrailleuses Breda Model 1931 de 13,2 millimètres. Ils étaient équipés de six tubes lance-torpilles de 533 millimètres dans deux montages triples au milieu du navire. Bien que les navires ne soient pas dotés d'un système de sonar pour la lutte anti-sous-marine, ils sont équipés d'une paire de lanceurs de grenades sous-marines. Les Dardo peuvent transporter 54 mines.

## Construction et mise en service
Le Freccia est construit par le chantier naval Cantieri Navali del Tirreno Riuniti à Riva Trigoso, une frazione de la commune de Sestri Levante en Italie, et mis sur cale le 20 février 1929. Il est lancé le 3 août 1930 et est achevé et mis en service le 21 octobre 1931. Il est commissionné le même jour dans la Regia Marina.

## Histoire du service
En 1936-1938, le Freccia participe à la guerre civile espagnole. Pendant ce conflit, le 14 août 1937, il canonne et torpille le pétrolier George M. C. Knight de 6 213 tonneaux battant pavillon britannique au large de Tunis, le coulant (selon d'autres sources l'endommageant)..

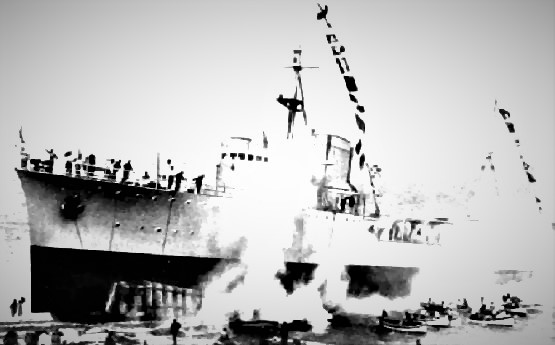
Le lancement du Freccia

Lorsque l'Italie entre dans la Seconde Guerre mondiale, il fait partie du VIIe escadron de destroyers, avec ses navires-jumeaux (sister ships) Dardo, Saetta et Strale.
À 14h10 le 7 juillet, il quitte Tarente avec ses unités jumelles, les cuirassés Giulio Cesare et Conte di Cavour et le VIIIe escadron de destroyers (Folgore, Fulmine, Lampo et Baleno) pour soutenir un convoi vers la Libye (formé par les transports de troupes Esperia et Calitea, les navires à moteur Marco Foscarini, Francesco Barbaro et Vettor Pisani, avec l'escorte des torpilleurs Orsa, Procione, Orione, Pegaso, Abba et Pilo).
Cette formation rejoint ensuite les Ire et IIe Escadre navale, prenant part à la bataille de Punta Stilo le 9 juillet,.
Dans la nuit du 11 au 12 novembre, le Freccia est amarré dans le port de Tarente lorsqu'il est attaqué par des bombardiers-torpilleurs britanniques. Le Freccia, qui reste indemne des attaques aériennes, est en revanche endommagé parce qu'il est accidentellement touché par le tir anti-aérien du cuirassé Conte di Cavour situé à proximité.
Le 27 novembre, parti de Naples avec les cuirassés Giulio Cesare et Vittorio Veneto, ses navires-jumeaux Dardo et Saetta et le XIIIe escadron de destroyers (Granatiere, Fuciliere, Bersagliere, Alpino), il participe à la bataille non concluante de Capo Teulada,.
Au début de 1941, il subit quelques travaux qui impliquent le remplacement des systèmes de mitrailleuses jumelles Breda Model 1931 de 13,2 mm sur le pont par deux mitrailleuses simples Breda 20/65 Mod. 1935, et le remplacement des deux pièces légères de 120 par deux systèmes de canons jumeaux de 20 mm.
Le 22 janvier, avec son navire-jumeau Saetta, il escorte sur la route Naples-Trapani les transports de troupes Marco Polo, Conte Rosso, Esperia et Victoria (le convoi continue jusqu'à Tripoli escorté par le XIVe escadron de destroyers).
Du 5 au 7 février, il escorte de Naples à Tripoli, avec les destroyers Saetta et Tarigo (qui sont rejoints plus tard, le 6 février, par le croiseur léger Bande Nere) un convoi formé par les transports de troupes Marco Polo, Conte Rosso, Esperia et Calitea. Il escorte également les navires sur le chemin du retour, du 9 au 11 février.
Le 21 février, avec les destroyers Saetta et Turbine, il fait partie de l'escorte d'un convoi formé par les navires marchands Heraklea, Maritza et Menes, naviguant de Naples à Tripoli. Le sous-marin britannique HMS Regent  torpille le Menes, qui reste cependant à flot et est remorqué à Tripoli par le Saetta,.
Du 3 au 6 mars, il escorte de Naples à Tripoli, avec le destroyer Tarigo et le torpilleur Castore, un convoi de ravitaillement pour le Deutsches Afrikakorps (navires à vapeur Arta, Adana, Aegina, Sabaudia).
Le 24 mai à 4h40, il part de Naples en escortant, avec les torpilleurs Procione, Orione et Pegaso, un convoi de transports de troupes Conte Rosso, Marco Polo, Esperia et Victoria. Il est rejoint ensuite par l'escorte indirecte de la IIIe division de croiseurs (Trieste et Bolzano) avec les destroyers Ascari, Corazziere et Lanciere, et, pendant une courte période (ils rentrent au port à 19h10), il est le seul à pouvoir escorter le convoi, des torpilleurs Perseo, Calliope et Calatafimi,. À 20h40, le sous-marin britannique HMS Upholder (P37), après avoir repéré le convoi et s'en être approché, lance deux torpilles: le Freccia évite de justesse les torpilles, qui touchent cependant leur cible, le Conte Rosso. Le paquebot coule en dix minutes, entraînant avec lui 1 297 hommes. Le Freccia (après un lancement infructueux de grenades sous-marines contre le HMS Upholder) et les autres unités de l'escorte permettent de récupérer les 1 432 survivants,.
Le 17 août, il fait partie, avec les destroyers Dardo et Euro et les torpilleurs Procione, Pegaso et Sirtori, de l'escorte d'un convoi formé par les navires marchands Maddalena Odero, Nicolò Odero, Caffaro, Giulia, Marin Sanudo et Minatitlan. Le sous-marin néerlandais HNLMS O 23 torpille le Maddalena Odero qui est ensuite achevé par des avions le 18, alors qu'il retourne à Lampedusa escorté par les torpilleurs Pegaso et Sirtori, tandis que les autres unités atteignent Tripoli le 19,.

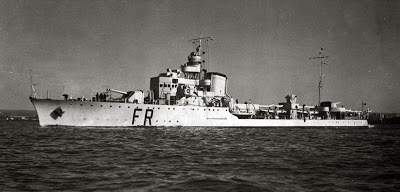
Le Freccia en 1938

Le 5 septembre, il quitte Tripoli pour escorter Naples, avec les destroyers da Recco, Folgore et Strale, rejoints ensuite par le torpilleur Circe, le vapeur Ernesto, le navire à moteur Col di Lana et le pétrolier Pozarica. Le 7 septembre, le Ernesto est torpillé et endommagé par le sous-marin néerlandais HNLMS O 21 au large de Pantelleria et est emmené à Trapani par le Strale et le Circe (où il arrive le 8), tandis que le reste du convoi continue vers Naples (où il arrive le lendemain).
Le 11 décembre, il quitte Brindisi pour escorter le transport de troupes Calitea à Benghazi, mais, à 16h25, le cargo est torpillé par le sous-marin britannique HMS Talisman et coule en quelques minutes à la position géographique de 36° 23′ N, 20° 33′ E. Le Freccia ne peut récupérer que 238 survivants des 393 personnes embarquées sur le navire à moteur, après avoir effectué un passage avec le lancement infructueux de quelques grenades sous-marines, puis il se rend à Navarino où les soldats survivants sont débarqués (les civils sont au contraire transbordés, à Argostoli, sur le destroyer Turbine),.
A 13h15 le 3 janvier 1942, il appareille de Brindisi avec le torpilleur Procione, escortant, dans le cadre de l'opération "M 43", le navire à moteur moderne Gino Allegri. Le convoi atteint Tripoli sans encombre le 5 janvier.
Le 4 juin, il escortait le moderne navire à moteur Reginaldo Giuliani sur la route Tarente-Benghazi, lorsque celui-ci est immobilisé par des bombardiers-torpilleurs. Ils essayent à plusieurs reprises de le prendre en remorque, mais finalement, toutes les tentatives échouent, le Giuliani doit être abandonné et coulé par une autre des unités d'escorte, le torpilleur Partenope, à 6h30 du matin le 5,.
Pendant la bataille de la mi-juin, il fait partie des unités envoyées pour récupérer les survivants du croiseur lourd Trento, endommagé par un bombardier-torpilleur et achevé par le sous-marin britannique HMS Umbra (P35).
Entre le 3 et le 5 août, il escorte un convoi composé des navires à moteur Ankara, Nino Bixio et Sestriere (avec destination Tobrouk pour le premier et Benghazi pour les deux autres. La cargaison est constituée de 92 chars, 340 véhicules, 3 locomotives, une grue, 292 soldats, 4 381 tonnes de carburants et d'huiles de graissage, 5 256 tonnes d'autres fournitures), ainsi que les destroyers Corsaro, Legionario, Folgore, Grecale et Turbine, et les torpilleurs Partenope et Calliope. Les navires atteignent leur destination malgré de nombreuses attaques aériennes; à cette occasion a lieu également la première attaque d'avions américains contre des unités italiennes (il s'agit d'une attaque de bombardiers Consolidated B-24 Liberator),.
Le 6 septembre, il prend en remorque le navire à moteur moderne Luciano Manara, endommagé par un bombardier-torpilleur, l'amenant à s'échouer dans la baie d'Arilla (Grèce); l'unité peut alors être désengagée et réparée,.
Le 13 décembre, il fait partie de l'escorte du nouveau navire à moteur Foscolo, naviguant chargé de carburant de Naples à Tripoli. À 21h58, cette unité est touchée par des bombardiers-torpilleurs au large de Marsala et coule en flammes à la position géographique de 37° 33′ N, 12° 02′ E,.
Le 29 décembre, il escorte le vapeur Iseo, lorsque les deux navires sont attaqués par des avions. Le Freccia est endommagé par des bombes, tandis que le Iseo, touché par une torpille, explose en frappant également le destroyer, qui a d'autres dommages,. Cependant, le Freccia récupère les survivants (13 sur un total de 72 personnes à bord du Iseo).
Au cours des travaux de réparation suivants, l'unité subit également quelques modifications, comme le remplacement du complexe de tubes lance-torpilles arrière par 2 mitrailleuses de 37 mm et l'embarquement de 3 mitrailleuses de 20 mm.
Le 8 août 1943, il se trouve à Gênes pour des travaux, amarré à l'embarcadère Parodi, lorsque la ville est soumise à un lourd bombardement en tapis par environ soixante-dix bombardiers du "Bomber Command" de la Royal Air Force. Le Freccia, touché par deux bombes à 1h25 de la nuit, gîte sur le côté bâbord et se couche sur les bas-fonds, restant partiellement en surface,,.
Le Freccia avait effectué un total de 165 missions de guerre (7 avec des forces navales, 5 de lutte anti-sous-marine, 92 d'escorte de convois, un de transport, 16 d'entraînement et 44 de transfert ou autre), couvrant 68 062 milles nautiques (126 050 km) et passant 344 jours en missions.
L'épave, récupérée en 1949, est mise au rebut.

### Commandement
Commandants
- Capitaine de corvette (Capitano di corvetta) Giuseppe Fioravanzo (né à Monselice le 14 août 1891) (1935)
- Capitaine de corvette (Capitano di corvetta) Ernesto Pacchiarotti (né à Ravenne le 1er mars 1893) (1937)
- Capitaine de corvette (Capitano di corvetta) Lorenzo Gasparri (né à Naples le 25 avril 1894) (1938)
- Capitaine de frégate (Capitano di fregata) Amleto Baldo (né à La Spezia le 29 juin 1899) (1939 - avril 1941)
- Capitaine de frégate (Capitano di fregata) Giorgo Ghe' (né à Gênes le 21 juillet 1901) (avril - 4 octobre 1941)
- Capitaine de frégate (Capitano di fregata) Alvise Minio Paluello (né à Venise le 15 septembre 1900) (5 octobre 1941 - octobre 1942)
- Capitaine de frégate (Capitano di fregata) Giuseppe Andriani (né à Oria le 20 février 1903) (intérimaire octobre 1942)
- Capitaine de frégate (Capitano di fregata) Alvise Minio Paluello (né à Venise le 15 septembre 1900) (octobre - 26 novembre 1942)
- Capitaine de frégate (Capitano di fregata) Giuseppe Andriani (né à Oria le 20 février 1903) (27 novembre 1942 - 8 août 1943)

### Source
- (it) Cet article est partiellement ou en totalité issu de l’article de Wikipédia en italien intitulé « Freccia (cacciatorpediniere 1931) » (voir la liste des auteurs).